# Легчанов, Валерий Акиндиевич
Валерий Акиндиевич Легчанов (род. 13 февраля 1980, СССР) — украинский футболист, игрок в мини-футбол. Игрок львовского клуба «Энергия» и сборной Украины по мини-футболу.

## Биография
Легчанов — воспитанник покровской (Покровского района Днепропетровской области) футбольной школы. Дебютировал в профессиональном футзале за ореховский «Орсельмаш», где провёл два сезона и перебрался в днепропетровский «ДГАУ-Бересфорд». После полуторасезонов в Днепропетровске молодой футзалист отправился в Титан-Зарю из Покровского, где за пять матчей после чего «ДДАУ-Бересфорд» вернул Легчанова в команду. Проведя сезон 2001/02 в Днепропетровске, Легчанов снова перебрался в «Титан-Зарю».
В сезоне 2003/04 перешёл в львовскую «Энергию». В 2006 году львовская команда выиграла серебро чемпионата, а в кубке дошла до финала. В 2007-м Легчанов добыл с командой первое чемпионство, а также дошёл до элитного раунда розыгрыша Кубка УЕФА в сезоне 2007/08.
В начале сезона 2009/10 Валерий Легчанов по приглашению Станислава Гончаренко перешёл в львовский «Тайм». Вместе с командой Валерий выиграл второе для себя звание чемпиона Украины, а также впервые поднял над головой Кубок Украины.
В середине чемпионата 2010/11 «Тайм» прекратил своё существование из-за финансовых проблем, и Легчанов вернулся в «Энергию». В сезоне 2011/12 Валерий снова выиграл звание чемпиона Украины, но сезон для лидера львовян получился скомканным. Виной всему стала серьёзная травма колена, которую он получил во втором круге чемпионата во время матча с харьковским «Локомотивом». В апреле 2012 года перенёс операцию.

## Сборная Украины
Валерий Легчанов дебютировал за сборную Украины по мини-футболу в 2008 году. На чемпионате Европы в 2012 году был капитаном команды.

## Личная жизнь
Женат, воспитывает дочь и сына.

## Достижения
- Чемпион Украины: 2006/07, 2009/10 2011/12
- Обладатель Кубка Украины: 2009/10, 2010/11, 2011/12, 2012/13